# Commune fusionnée de Rhaunen
La commune fusionnée de Rhaunen est une municipalité allemande située dans le land de Rhénanie-Palatinat et l'Arrondissement de Birkenfeld.